# Череије (Бјела)
Череије је насеље у Италији у округу Бијела, региону Пијемонт.
Према процени из 2011. у насељу је живело 245 становника. Насеље се налази на надморској висини од 417 м.